# Sébastien Pauchon
Sébastien Pauchon (* 4. Juni 1971) ist ein Schweizer Spieleautor und -verleger.

## Biografie
Mit der Entwicklung eigener Spiele begann Pauchon zwischen 2002 und 2003. Eine seiner Ideen reichte er 2003 beim „Concours de créateurs de jeux“, einem in Boulogne-Billancourt (nahe Paris) stattfindenden Wettbewerb für Spieleentwickler, ein. Da es das Spiel unter die ersten 20 Plätze schaffte, beschloss Pauchon, zur Preisverleihung 2004 nach Paris zu fahren. Dort lernte er die französischen Spieleautoren Bruno Cathala und Serge Laget kennen, die in diesem Jahr für ihr Spiel Du Balai! (2006 erschienen bei Pro Ludo) ausgezeichnet wurden.
Anfang 2005 lud Cathala Pauchon zu einem Spieletreffen des französischen Spieleautors Bruno Faidutti ein. Auf dem Treffen lernte Pauchon auch Cyril Demaegd von Ystari Games kennen und präsentierte ihm sein Spiel Calife et Marchands, Prototyp des 2006 erschienenen Yspahan. Im Sommer 2005 besuchte Pauchon das Göttinger Spieleautorentreffen und bekam dort ein Stipendium für Nachwuchsautoren. Im Rahmen des Projekts absolvierte er Praktika bei verschiedenen Spieleverlagen, unter anderem bei Zoch, Hans im Glück und Ravensburger sowie im Deutschen Spielearchiv.
Im Sommer 2006 gründete Pauchon zusammen mit dem Schweizer Jazzpianisten und Spieleautor Malcolm Braff den Spieleverlag GameWorks. Im Oktober 2006 erschien mit Yspahan Pauchons erstes Veröffentlichung unterdessen bei Ystari Games. Das Spiel bekam sehr gute Kritiken und war in den folgenden Jahren für mehrere wichtige Auszeichnungen nominiert, unter anderem 2007 für das „Spiel des Jahres“ und den „Deutschen Spiele Preis“. Bereits im November 2006 erschien mit Animalia ein weiteres Spiel und gleichzeitig die erste Veröffentlichung bei GameWorks. Animalia ist die erste Zusammenarbeit von Pauchon, Braff und Cathala und entstand im Rahmen einer Werbekampagne der Schweizer Versicherungsgesellschaft Assura. 2007 veröffentlichten Pauchon, Braff und Cathala ihr zweites gemeinsames Spiel Jamaica bei GameWorks, auch dieses entstand im Auftrag von Assura. Das Spiel wurde unter anderem in die Empfehlungsliste zum „Spiel des Jahres 2008“ aufgenommen und war ferner für den französischen Kritikerpreis „As d’Or – Jeu de l’Année“ nominiert.
Mit Metropolys folgte 2008 eine weitere Veröffentlichung Pauchons bei Ystari Games, das Spiel steht ebenfalls auf der Empfehlungsliste zum „Spiel des Jahres 2008“ und war auch für den „Deutschen Spiele Preis“ nominiert. Das 2009 wiederum bei GameWorks erschienene Kartenspiel Jaipur wurde in die „Spiel des Jahres – Empfehlungsliste 2010“ aufgenommen und gewann den „À-la-carte-Kartenspielpreis 2010“.
Pauchon lebt mit seiner Familie in Vevey im französischsprachigen Kanton Waadt und ist Mitglied der Spiele-Autoren-Zunft.

## Ludografie (Auswahl)
- 2006: Yspahan (Ystari)
- 2006: Animalia (GameWorks), mit Malcolm Braff und Bruno Cathala
- 2007: Jamaica (GameWorks), mit Malcolm Braff und Bruno Cathala
- 2008: Jamaica: Extraschätze (GameWorks), Erweiterung, mit Malcolm Braff und Bruno Cathala
- 2008: Helvetiq (Helvetiq/RedCut), mit Malcolm Braff und Bruno Cathala
- 2008: Kimaloé (GameWorks), mit Malcolm Braff und Dominique Ehrhard
- 2008: Metropolys (Ystari)
- 2009: Jaipur (GameWorks)

## Auszeichnungen
| - Spiel des Jahres - Yspahan: Nominierungsliste 2007 - Jamaica: Empfehlungsliste 2008 - Metropolys: Empfehlungsliste 2008 - Jaipur: Empfehlungsliste 2010 - Deutscher Spiele Preis - Yspahan: 4. Platz 2007 - Jamaica: Essener Feder 2008 - Metropolys: 10. Platz 2008 - À-la-carte-Kartenspielpreis - Jaipur: Bestes Kartenspiel 2010 | - As d’Or - Yspahan: Nominierungsliste Jeu de l’Année 2008 - Jamaica: Nominierungsliste Jeu de l’Année 2009 - Niederländischer Spielepreis - Yspahan: Nominierungsliste 2008 - Japan Boardgame Prize - Yspahan: 4. Platz „Best Advanced Game“ 2007 - International Gamers Award - Yspahan: Nominierungsliste „General Strategy – Multiplayer“ 2007 - Jaipur: Nominierungsliste „General Strategy – Two-Player“ 2010 |